# Dripping Springs (Texas)
Dripping Springs è un centro abitato degli Stati Uniti d'America situato nella contea di Hays dello Stato del Texas.
La popolazione era di 1.788 persone al censimento del 2010. Dripping Springs è un sobborgo di Austin, e fa parte dell'area metropolitana della Greater Austin.

## Geografia fisica
Dripping Springs è situata a 30°11′31″N 98°05′07″W (30.191998, -98.085382), 21 miglia a sud ovest di Austin. Secondo lo United States Census Bureau, ha un'area totale di 3,3 miglia quadrate (8,5 km²).

## Società

### Evoluzione demografica
Secondo il censimento del 2010 c'erano 1.788 persone, 662 nuclei familiari e 455 famiglie residenti nella città. La densità di popolazione era di 468,7 persone per miglio quadrato (181,1/km²). C'erano 723 unità abitative a una densità media di 176,8 per miglio quadrato (68,3/km²). La composizione etnica della città era formata dall'81,50% di bianchi, lo 0,90% di afroamericani, l'1,30% di nativi americani, lo 0,10% di asiatici, il 16,2% di altre razze, e il 2,0% di due o più etnie. Ispanici o latinos di qualunque razza erano il 29,10% della popolazione.
C'erano 662 nuclei familiari di cui il 23,4% aveva figli di età inferiore ai 18 anni, il 52,9% aveva coppie sposate conviventi, l'11,2% aveva un capofamiglia femmina senza marito, e il 31,3% erano non-famiglie. Il 26,0% di tutti i nuclei familiari erano individuali e il 25,5% aveva componenti con un'età di 65 anni o più che vivevano da soli. Il numero di componenti medio di un nucleo familiare era di 2,69 e quello di una famiglia era di 3,23.
La popolazione era composta dal 30,3% di persone con meno di 19 anni, il 5,6% di persone dai 18 ai 24 anni, il 24,9% di persone dai 25 ai 44 anni, il 26,7% di persone dai 45 ai 64 anni, e il 12,6% di persone di 65 anni o più. L'età media era di 37.8 anni. Per ogni 100 femmine c'erano 105,3 maschi. Per ogni 100 femmine dai 18 anni in giù, c'erano 103,9 maschi.
Il reddito medio di un nucleo familiare era di 55.288 dollari e quello di una famiglia era di 61.875 dollari. I maschi avevano un reddito medio di 51.307 dollari contro i 39.798 dollari delle femmine. Il reddito pro capite era di 28.482 dollari. Circa il 5,7% delle famiglie e il 10,7% della popolazione erano sotto la soglia di povertà, incluso l'11,4% di persone sotto i 18 anni e il 5,0% di persone di 65 anni o più.